# Groupe de NGC 7541
Selon Levy et ses collègues, le groupe de NGC 7541 comprend au moins sept galaxies situées dans les constellations des Poissons et de Pégase. D'autre part, la base de données NASA/IPAC mentionne que NGC 7615 est aussi membre du groupe de WBL 708 en se basant sur un catalogue publié en mai 1999 par Richard A. White, Mark Bliton, Suketu P. Bhavsar, Patricia Bornmann, Jack O. Burns, Michael J. Ledlow et Christen Loken. Les galaxies membres du groupe WBL 708 sont NGC 7615 (WBL 708-1), NGC 7621 (WBL 708-11) et NGC 7623 (WBL 708-3).
La distance moyenne des sept galaxies du groupe de NGC 7541 est égale à 37,8 ± 3,85 Mpc (∼123 millions d'al), alors que celle de WBL 708 est de 46,7 ± 6,4 (∼). On constate donc que la distance de NGC 7615 correspond davantage à celle du groupe de NGC 7541.

## Membres
Les sept premières lignes du tableau ci-dessous montre les principales propriétés des galaxie du groupe de NGC 7541. Les trois dernières lignes décrivent les galaxies du groupe WBL 308, dont NGC 7615 qui est commune au deux groupes.  
| Nom                  | Constellation | Classification | Type                                       | α (J2000.0)      | δ (J2000.0)     | Vitesse radiale (km/s) | Magnitude apparente | Distance (Mpc) | Dimension (kal) |
| -------------------- | ------------- | -------------- | ------------------------------------------ | ---------------- | --------------- | ---------------------- | ------------------- | -------------- | --------------- |
| NGC 7537             | Poissons      | SAbc?          | Spirale                                    | 23h 14m 34.5423s | 04° 29′ 54.099″ | 2678 ± 3               | 13,2                | 34,0 ± 2,4     | 81              |
| NGC 7541             | Poissons      | SB(rs)bc? pec  | Galaxie spirale barrée particulière        | 23h 14m 43.8792s | 04° 32′ 02.616″ | 2692 ± 2               | 11,7                | 34,0 ± 2,4     | 81              |
| UGC 12304            | Poissons      | Sc             | Spirale                                    | 23h 01m 08.2699s | 05° 39′ 14.940″ | 3470 ± 4               |                     | 45,72 ± 3,22   | 55              |
| UGC 12522            | Poissons      | Sm?            | Spirale magellanique                       | 23h 20m 16.5920s | 08° 00′ 18.927″ | 2809 ± 1               |                     | 35,96 ± 2,55   | 68              |
| UGC 12544            | Poissons      | IB(s)m         | Galaxie irrégulière barrée et magellanique | 23h 21m 45.0805s | 09° 04′ 37.271″ | 2859 ± 1               |                     | 36,71 ± 2,60   | 49              |
| UGC 12580            | Poissons      | Sa?            | Spirale                                    | 23h 24m 33.8174s | 08° 36′ 58.274″ | 3009 ± 15              |                     | 38,92 ± 2,77   | 55              |
| NGC 7615 WBL 708-001 | Pégase        | Sb?            | Spirale                                    | 23h 19m 54.4089s | 08° 23′ 57.413″ | 3044 ± 9               | 14,3                | 39,4 ± 2,8     | 55              |
| NGC 7621 WBL 708-002 | Pégase        | S?             | Spirale ?                                  | 23h 20m 24.6076s | 08° 21′ 59.074″ | 3844 ± 67              |                     | 51,08 ± 3,86   | 51              |
| NGC 7623 WBL 708-003 | Pégase        | SA0^0^?        | Lenticulaire                               | 23h 20m 30.0002s | 08° 23′ 44.845″ | 3739 ± 21              |                     | 49,68 ± 1,53   | 86              |

Le site DeepskyLog permet de trouver aisément les constellations des galaxies mentionnées dans ce tableau ou si elles ne s'y trouvent pas, l'outil du site constellation permet de le faire à l'aide des coordonnées de la galaxie. Sauf indication contraire, les données proviennent du site NASA/IPAC.